# Крконоше
Крконоше (чеш. Krkonoše, пољ. Karkonosze,   - Дивовске планине) је планински ланац на северу Чешке и југозападу Пољске, који је део Судета. Чешко-пољска граница, која дели историјске регије Чешке и Шлезије, протеже се главним планинским гребеном. Највиши врх Крконоша је Сњешка (чеш. Sněžka, пољ. Śnieżka), уједно и највиши врх Чешке са висином од 1602 метра.
Велике области ових планина су укључене у националне паркове са обе стране границе, који заједнички чине резерват биосфере под заштитом УНЕСКО. Река Елба (Лаба) извире у области Крконоша. У области се налази више центара за зимске спортове.